# Dynstövslända
Dynstövslända (Valenzuela corsicus) är en insektsart som först beskrevs av Hermann Julius Kolbe 1882.  Dynstövslända ingår i släktet Valenzuela, och familjen fransvingestövsländor. Arten är reproducerande i Sverige.